# ميلان جروفيتش
ميلان جروفيتش (بالسيريلية الصربية: Милан Гуровић) مواليد 17 يونيو 1976 في نوفي ساد، جمهورية صربيا الاشتراكية، هو مدرب كرة سلة صربي ولاعب سابق. بدأ مسيرته الاحترافية في سنة 1993. يبلغ طوله 6 قدم 9 بوصة (2.1 م). حقق المركز الأول في بطولة كأس العالم لكرة السلة 2002. اعتزل اللعب في 2009.

## المسيرة الاحترافية
لعب مع نادي برشلونة لكرة السلة في الدوري الإسباني من سنة 1998 إلى 2000، ثم لعب مع بالونكيستو مالقا من سنة 2001 إلى 2003، ثم لعب مع جوفينتوت بادالونا في الدوري الإسباني في سنة 2005، ثم لعب مع أسكو غدينيا في موسم 2007–2008.

## سجل المنافسة
شارك في المنافسات التالية:
- بطولة أمم أوروبا لكرة السلة 1999
- بطولة أمم أوروبا لكرة السلة 2001

## الميداليات
| الميدالية | المسابقة                         |
| --------- | -------------------------------- |
| ذهبية     | بطولة كأس العالم لكرة السلة 2002 |
| ذهبية     | بطولة أمم أوروبا لكرة السلة 2001 |
| برونزية   | بطولة أمم أوروبا لكرة السلة 1999 |

## إحصائيات المسيرة

### الدوري الأوروبي
| السنة   | الفريق                    | لعب | بدأ | دقيقة | ميداني% | ثلاثية | حرة  | ارتداد | صنع | استلاب | تصدي | نقطة | أداء |
| ------- | ------------------------- | --- | --- | ----- | ------- | ------ | ---- | ------ | --- | ------ | ---- | ---- | ---- |
| 2000–01 | نادي إيه إي كي لكرة السلة | 4   | 2   | 21.9  | .452    | .400   | .783 | 2.5    | .3  | .8     | .0   | 13.0 | 9.8  |
| 2001–02 | بالونكيستو مالقا          | 11  | 8   | 22.7  | .337    | .320   | .826 | 3.9    | .6  | .3     | .0   | 11.3 | 9.3  |
| 2002–03 | مالقا                     | 16  | 8   | 24.1  | .432    | .393   | .820 | 3.4    | .7  | .7     | .1   | 12.7 | 12.7 |
| 2004–05 | نادي بارتيزان لكرة السلة  | 6   | 6   | 27.9  | .273    | .235   | .739 | 2.3    | 1.0 | 1.3    | .0   | 9.2  | 3.3  |
| 2007–08 | أسكو غدينيا               | 12  | 11  | 29.1  | .377    | .342   | .882 | 4.8    | .9  | .8     | .1   | 15.3 | 14.6 |
| المسيرة |                           | 49  | 39  | 25.3  | .377    | .344   | .824 | 3.7    | .7  | .7     | .1   | 12.6 | 11.0 |

## روابط خارجية
- ميلان جروفيتش على موقع الاتحاد الدولي لكرة السلة (الإنجليزية)
- ميلان جروفيتش على موقع الدوري الأوروبي لكرة السلة (الإنجليزية)
- ميلان جروفيتش على موقع الدوري الإسباني لكرة السلة (الإسبانية)
- ميلان جروفيتش على موقع كرة السلة الأوروبية.كوم (الإنجليزية)
- ميلان جروفيتش على موقع ريلجم (الإنجليزية)
- ميلان جروفيتش على موقع بروبوليرز (الإنجليزية)
- ميلان جروفيتش على موقع سبورتس رفرنس (الإنجليزية)